# Oscar Goodman
Pour les articles homonymes, voir Goodman.
Oscar Baylin Goodman, né le 26 juillet 1939 à Philadelphie, est un homme politique américain. Membre du Parti démocrate, il est maire de Las Vegas de 1999 à 2011.

## Biographie
Né dans une famille juive de Philadelphie en Pennsylvanie, Goodman obtient un diplôme de premier cycle à Haverford College en 1961 ; il est Juris Doctor (JD), diplômé de l'École de droit de l'université de Pennsylvanie en 1964. Admis au barreau du Nevada en 1965, il exerce la fonction de chef adjoint du défenseur public dans le comté de Clark de 1966 à 1967. 
Il est marié avec Carolyn Goldmark ; le couple a quatre enfants. Sa femme lui succède comme maire en 2011.